# Produktivnost
Produktivnost je učinkovitost proizvodnje blaga ali storitev, izražena z nekim merilom. Meritve produktivnosti so pogosto izražene kot razmerje med agregatno proizvodnjo in enim samim vložkom ali agregatnim vložkom, uporabljenim v proizvodnem procesu, tj. proizvodnjo na enoto vložka, običajno v določenem časovnem obdobju. Najpogostejši primer je (agregatna) produktivnost dela, npr. BDP na delavca. Obstaja veliko različnih opredelitev produktivnosti (vključno s tistimi, ki je ne opredeljujejo kot razmerje med proizvodnjo in vložki), izbira med njimi pa je odvisna od namena merjenja produktivnosti in/ali razpoložljivosti podatkov. Ključni vir razlik med različnimi meritvami produktivnosti je običajno (neposredno ali posredno) povezan tudi s tem, kako se izložki in vložki združijo v skalarje, da bi dobili takšno meritev produktivnosti v obliki razmerja. Vrsti proizvodnje sta množična proizvodnja in serijska proizvodnja.
Produktivnost je ključni dejavnik proizvodne uspešnosti podjetij in držav. Povečanje nacionalne produktivnosti lahko dvigne življenjski standard, saj večji realni dohodek izboljša zmožnost ljudi, da kupijo blago in storitve, uživajo v prostem času, izboljšajo stanovanjske razmere in izobraževanje ter prispevajo k socialnim in okoljskim programom. Rast produktivnosti lahko pripomore tudi k večji dobičkonosnosti podjetij.

## Sklic
Predloga:Sklic
1. ↑  {Kaliski, Burton S., ur. (2001). Encyclopedia of busine$$ and finance. New York: Macmillan Reference USA. ISBN 0028650654. OCLC 45403115.
2. ↑  Sickles, R., & Zelenyuk, V. (2019). Measurement of Productivity and Efficiency (Merjenje produktivnosti in učinkovitosti): Teorija in praksa. Cambridge: Cambridge University Press. doi:10.1017/9781139565981
3. ↑  Courbois in Temple 1975, Gollop 1979, Kurosawa 1975, Pineda 1990, Saari 2006, Hitt in Brynjolfsson 1996, Sickles in Zelenyuk (2019)